# Прусови-Борек
Прусови-Борек (пол. Prusowy Borek, нім. Preußenwalde) — село в Польщі, у гміні Щитно Щиценського повіту Вармінсько-Мазурського воєводства.
Населення — 145 осіб (2011).

## Демографія
Демографічна структура станом на 31 березня 2011 року:
|          | Загалом | Допрацездатний вік | Працездатний вік | Постпрацездатний вік |
| -------- | ------- | ------------------ | ---------------- | -------------------- |
| Чоловіки | 75      | 19                 | 53               | 3                    |
| Жінки    | 70      | 19                 | 38               | 13                   |
| Разом    | 145     | 38                 | 91               | 16                   |